# Cipamfyllin
Cipamfyllin ist ein Hemmstoff der Phosphodiesterase Typ 4. Als Dermatikum sollte es gegen atopische Ekzeme eingesetzt werden.

## Geschichtliches
Cipamfyllin wurde in den späten 1980er Jahren bei der Gronauer Firma Beecham-Wülfing (heute GlaxoSmithKline) synthetisiert. 
Cipamfyllin wurde ab den späten 1990er Jahren klinisch geprüft. 2002 wurde die Entwicklung vom Hersteller eingestellt, da keine ausreichend hohen Plasmaspiegel erreicht werden konnten.